# 天主教太原总教区
天主教太原总教区（Archidioecesis Taeiüenensis）是天主教在中国山西省建立的最大的一个教区。

## 历史
山西最早传入天主教的地方是南部的绛州，1620年，意大利、比利时耶稣会士艾儒略、金尼阁、高一志陆续来到那里传教。1633年，高一志派遣金弥格来到省会太原。1696年，山西设立了代牧区，但由于禁教等原因，1716年与陕西合为一教区，直到1844年山西才再次成为独立的教区。
1876年，意大利方济各会士艾士杰被祝圣为副主教，辅助年老体弱的江类思主教。他修建了洞儿沟方济各会院、阪泉山圣母堂，以及圪潦沟、六合村等处大小圣堂60余处，创办了修道院、修女院、育婴院、学校等，开辟了许多新的堂区，如临县、方山、离石、中阳等，许多地方如平定、朔州等教友人数日增，教务日益兴隆。且又善于理财，在城乡各处广置田地房屋，使教区财政不虞匮乏。
1890年，山西划分为南北两境教区，山西北境代牧区的主教座堂设在太原，有教友13000余人，山西南境代牧区的主教座堂设在潞安（长治），有教友9000余人。1891年，江类思主教去世，艾士杰正式成为山西北境代牧区的主教。到1900年太原教区教友总数达17000余人，外籍神父10人，国籍神父21人，外籍修女7名，修道生37名，大小圣堂200余座。
1900年7月9日，庚子之乱中，艾士杰主教、富格辣副主教，雷体仁、德奥理2位神父，安助理修士，五名修道生，七名外籍修女，九名服役教徒，共26人，均在山西巡抚衙门前被杀殉道，主教座堂及教会所有房屋，全毁于火。太原教区被杀的教友有2000余人。1946年11月24日，被教宗比约十二世宣为真福。2000年10月1日，教宗若望保禄二世将他们与百余位中华殉道真福册封为圣人。
1902年7月，凤朝瑞由汉口调来太原任主教，重整教区，相继新建了太原总堂，修道院、修女院及其它许多圣堂。
1923年，太原教区分出大同教区，属比利时圣母圣心会管理，首位主教为高东升。
1926年，太原教区分出国籍主教管理的汾阳教区（首任主教为陈国砥）和德国方济会管理的朔州教区（首任主教为俞广仁）。
1932年，太原教区分出榆次教区，属意大利方济会管理，首任主教为富济才。
2022年8月26日，網傳萬柏林區所屬北寒村天主堂遭到當局強拆，該教堂為1990年在舊址上重建，2012年竣工，為磚造仿哥德復興式建築。
2025年1月20日，圣座发布新闻公告：废除在中国大陆于1946年4月11日由教宗比约十二世建立的汾阳教区。同时，教宗方济各建立了新的吕梁教区，作为山西教省的太原省属教区，其主教席位在吕梁市汾阳市的耶稣圣心主教座堂内。新教区的边界包含以下区域：离石区、汾阳市、孝义市、文水县、交城县、兴县、临县、柳林县、石楼县、岚县、方山县、中阳县、交口县。而岢岚县、静乐县则并入太原总教区；平遥县、介休县则并入榆次教区。

## 现状
1980年，按国家新的行政区域，将太原教区调整为太原市的行政区域，即杏花岭、迎泽、万柏林、尖草坪、小店、晋源六区及清徐、阳曲、娄烦三县和古交市。太原教区现有25个堂区，圣堂及祈祷所一百余座，神职人员六十余人，修女30人，教友人数约10万。

## 历任主教
- 额我略·艾士杰（1891-1900）
  - 方济各·富格辣（助理主教，1900年7月9日与艾主教一同致命）
- 亚加彼多·凤朝瑞（1902-1910，1916-1940）
- 欧日溺·希贤（1910-1916）
- 李路加（1940-1951）
- 若翰·郝鼐（教区署理1951-1958）
- 保禄·李德华（教区署理，后自选自圣为主教 1958-1966）
- 文都辣·张信（1981-1994）
- 西尔物斯德勒·李建唐（1994-2013）
  - 保禄·孟宁友（2010年9月16日祝圣为助理主教）
- 保禄·孟宁友（2013-）

## 教堂
- 太原圣母无染原罪主教座堂（解放路350号）
- 杏花岭区  
  - 杨家峪乡淖马天主堂
  - 西涧河天主堂　
  - 东涧河天主堂　 所属圣堂：长沟天主堂、水沟天主堂、耿家庄天主堂
- 万柏林区 
  - 圪潦沟天主堂　 所属圣堂 : 小石河天主堂、大岩天主堂、王家庄村
  - 因铭乡风声河天主堂　  所属堂口：北寒村天主堂、西山矿区、河龙湾天主堂
  - 小井峪乡南社天主堂（新建罗马式大堂）　  所属堂口：东社天主堂、下庄天主堂
  - 和平南路沙沟天主堂    所属堂口：神堂沟天主堂、武家庄村
- 尖草坪区
  - 新城乡北固碾天主堂　    所属堂口：北张、赵庄、芮城天主堂
  - 阳曲镇峰西天主堂　    所属堂口：风格梁、西岗
  - 阳曲镇天主堂　    所属堂口：棋子山、黄花园、司土窊(司徒洼)、北山头、郭家窑
- 小店区
  - 刘家堡乡西柳林天主堂　   所属堂口：东蒲村、三贤、梁家庄村、南格祈祷所、东里解村
  - 平阳路杨家堡天主堂    所属堂口：西温庄、高中大村、小店、宋环、薛店等村
- 晋源区
  - 洞儿沟七苦山圣母堂 （新建的中式七苦圣母大殿）
  - 姚村乡洞儿沟露德圣母堂　  所属堂口：下固驿村、上固驿村、南峪村
  - 姚村天主堂　   所属堂口：高家堡、田村、枣元头、北邵村
  - 五府营天主堂　 所属堂口：古城营、晋源、王郭张
- 清徐县
  - 六合村天主堂（六合村有教友近七千人，几乎是全国最大的教友村）所属堂口 : 东青堆、南青堆、温南社、小东社村
  - 大北村天主堂    所属堂口：南营、方山口、西关西高白村
  - 王答乡红城天主堂　   所属堂口：桃花营、王坊、良隆
- 阳曲县
  - 东黄水镇阪泉山天神之后博俊古辣圣殿（朝圣地）
  - 东黄水镇红沟天主堂　  所属堂口：坪塘窳、王家垴、三堰、东岗
  - 东黄水镇河上嘴天主堂　   所属堂口：牛家滩、吉家岗、石沟东、黄寨
  - 东黄水镇西洛阴天主堂　   所属堂口：水泉沟、大泉沟、王文岭、北岗
  - 侯村天主堂       所属堂口：石城、西庄、大碾沟
  - 侯村乡尧尚天主堂　     所属堂口：西黄水、会沟
- 娄烦县
  - 米山谷镇乡柴厂天主堂　    所属堂口：下石村、马家庄、岔儿上、潘家庄
- 古交市
  - 岔口乡前庄天主堂  所属堂口：提只头、雁门地区、姬家、营立村、关头村、五里铺村、寨底村、庄村、中社村、宋家庄